# Lindsay Alcock
Lindsay Alcock (ur. 6 października 1977 w Calgary) – kanadyjska skeletonistka, srebrna medalistka mistrzostw świata oraz zdobywczyni Pucharu Świata.

## Kariera
Pierwszy sukces w karierze osiągnęła 16 listopada 2001 roku w Schönau am Königssee, gdzie zajęła trzecie miejsce w zawodach Pucharu Świata. Wyprzedziły ją tam jedynie dwie Niemki Steffi Hanzlik oraz Diana Sartor. W kolejnych latach Kanadyjka wielokrotnie stawała na podium zawodów tego cyklu, najlepsze wyniki osiągając w sezonie 2003/2004, kiedy to zwyciężyła w klasyfikacji generalnej. Była ponadto druga w sezonie 2002/2003, ulegając tylko swej rodaczce Michelle Kelly, a w sezonie 2001/2002 była trzecia za Brytyjką Alex Coomber i Mayą Pedersen-Bieri ze Szwajcarii.
W 2004 roku zdobyła srebrny medal na mistrzostwach świata w Königssee, rozdzielając na podium Dianę Sartor i kolejną reprezentantkę Niemiec, Kerstin Jürgens. Była też między innymi szósta podczas rozgrywanych rok później mistrzostw świata w Calgary. W 2002 roku wystartowała na igrzyskach olimpijskich w Salt Lake City, zajmując szóstą pozycję. Brała także udział w igrzyskach w Turynie w 2006 roku, gdzie była dziesiąta.